# 許鍾碧霞
許鍾碧霞（1948年3月20日—），中華民國政治人物，曾經代表民主進步黨任職立法委員，其丈夫為前民主進步黨主席許信良。